# Leslie Nielsen

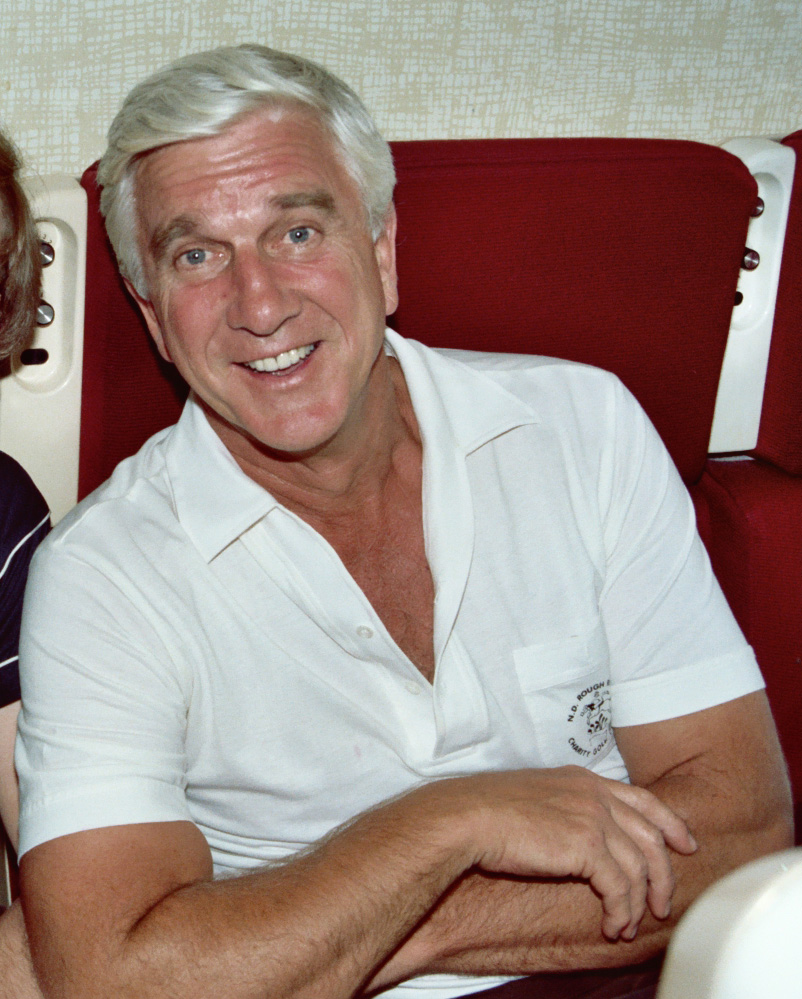
Leslie Nielsen (1982)

Leslie William Nielsen OC (* 11. Februar 1926 in Regina, Saskatchewan; † 28. November 2010 in Fort Lauderdale, Florida) war ein kanadischer Schauspieler.

## Leben
Nielsen wuchs in Tulita (früher Fort Norman) in den Northwest Territories, Kanada, auf. Sein aus Dänemark stammender Vater diente als Mountie und erzog ihn sehr streng; die Mutter stammte aus Wales. Sein Onkel Jean Hersholt war ein erfolgreicher Schauspieler. Leslie Nielsen studierte an der Academy of Radio Arts in Toronto, bevor er an das Neighborhood Playhouse von New York wechselte.
Sein Kinofilmdebüt gab er 1956 in König der Vagabunden von Michael Curtiz. Daraufhin erhielt er eine größere Rolle im erfolgreichen Science-Fiction-Film Alarm im Weltall (Forbidden Planet), die Nielsen wiederum einen längerfristigen Vertrag mit dem Filmstudio Metro-Goldwyn-Mayer und damit diverse Engagements in größeren Hollywoodproduktionen einbrachte, ohne ihn jedoch in die erste Riege der Charakterdarsteller zu heben. Nielsen war beim Casting für die Figur des Messala im Monumentalfilm Ben Hur (1959) in der engeren Auswahl, bevor sich Regisseur William Wyler für Stephen Boyd entschied. Entsprechende Testaufnahmen wurden auf DVD veröffentlicht.

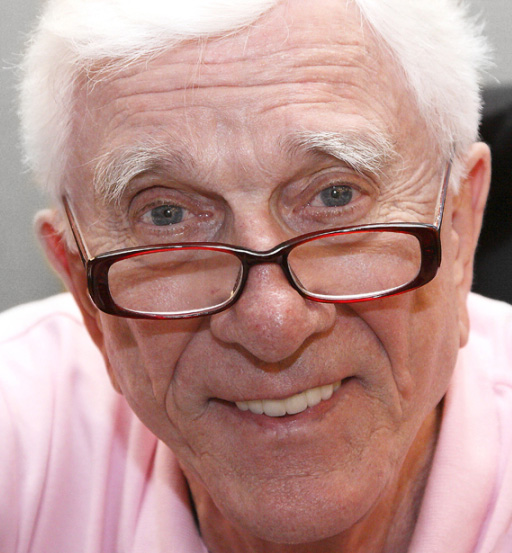
Leslie Nielsen (2008)

Nachdem er bereits über 30 Jahre als Schauspieler für Kino- und Fernsehproduktionen sowie als Disc-Jockey bei diversen Radiosendern gearbeitet hatte, erfuhr Nielsen 1980 durch die Komödie Die unglaubliche Reise in einem verrückten Flugzeug einen Karriereschub. Zwar spielte er in dem Film nur eine Nebenrolle, konnte in dieser jedoch mit seiner Fähigkeit glänzen, trotz absurd-komischer Dialoge und Slapstick-Einlagen äußerlich völlig ernst und ungerührt zu bleiben, in Verbindung mit der würdevollen Haltung eines reifen Herren, was sein Markenzeichen wurde. Eine längere erfolgreiche Zusammenarbeit als Komödiendarsteller mit dem Filmemacher-Trio ZAZ (Zucker Abrahams Zucker) folgte. 1982 übernahm er die Hauptrolle der von ZAZ geschriebenen und produzierten US-Fernsehserie Die nackte Pistole (Police Squad!), deren nur sechs Folgen heute Kultstatus besitzen und für die Nielsen eine Emmy-Nominierung erhielt. 1987 hatte er auch einen Gastauftritt in der Serie Ein Engel auf Erden.
Der auf der Serie aufbauende Kinofilm Die nackte Kanone (The Naked Gun, 1988) wurde zu einem Welterfolg und einem wegweisenden Klassiker des Slapstick-Films. Die Rolle des tollpatschigen Polizei-Sonderermittlers Frank Drebin, die untrennbar mit Nielsen verbunden ist, spielte er noch in zwei Fortsetzungen, Die nackte Kanone 2½ (1991) und Die nackte Kanone 33⅓ (1994). Es folgten diverse weitere Haupt- und Nebenrollen in ähnlichen Filmen.
Nielsen war viermal verheiratet. Aus seiner zweiten Ehe gingen zwei Töchter hervor. Erik Nielsen, einer seiner Brüder, war zwischen 1984 und 1986 Vizepremier und Verteidigungsminister Kanadas.
Leslie Nielsen war Officer des Order of Canada und hat auf dem Hollywood Walk of Fame einen Stern. Am 28. November 2010 starb er im Alter von 84 Jahren in einem Krankenhaus in Fort Lauderdale, Florida, an den Folgen einer Lungenentzündung. Seine letzte Ruhestätte fand Nielsen auf dem Evergreen Cemetery in Fort Lauderdale.

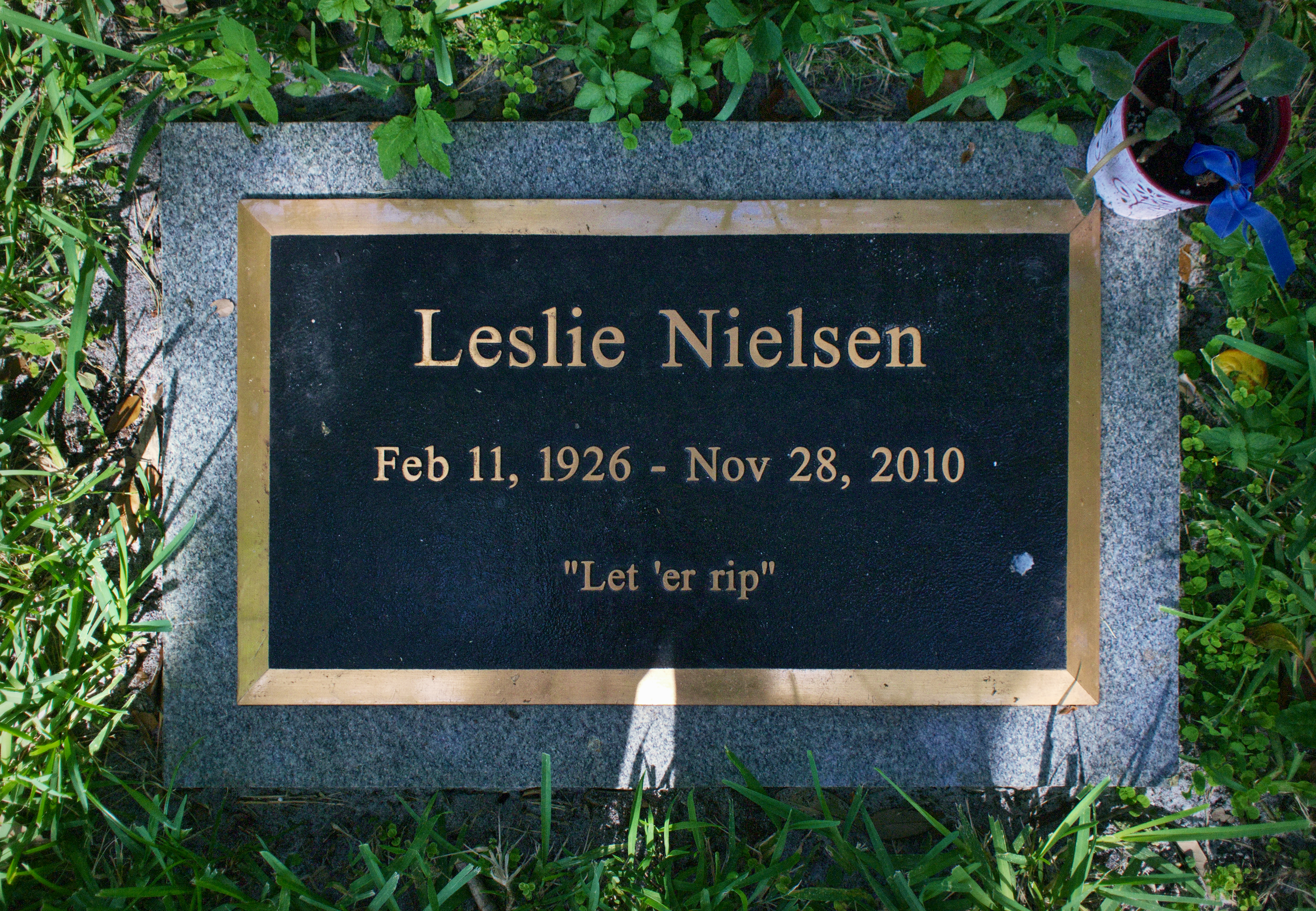
Grab von Leslie Nielsen auf dem Evergreen Cemetery in Fort Lauderdale, Florida

## Filmografie (Auswahl)
- 1955: The Battle of Gettysburg
- 1956: König der Vagabunden (The Vagabond King)
- 1956: Alarm im Weltall (Forbidden Planet)
- 1956: Menschenraub (Ransom!)
- 1956: Das schwache Geschlecht (The Opposite Sex)
- 1957: Die Spur des Gangsters (Hot Summer Night)
- 1957: Tammy (Tammy and the Bachelor)
- 1958: In Colorado ist der Teufel los (The Sheepman)
- 1959: Die Unbestechlichen (Fernsehserie, Folge 1x24 3000 Verdächtige)
- 1960: Thriller (Fernsehserie, Folge 1x01 The Twisted Image)
- 1961–1962: Schauplatz Los Angeles (The New Breed, Fernsehserie)
- 1964: Night Train to Paris
- 1964, 1965: Preston & Preston (The Defenders, Fernsehserie, 2 Folgen)
- 1966: Tausend Gewehre für Golden Hill (The Plainsman)
- 1966: Drei Fremdenlegionäre (Beau Geste)
- 1967: Bonanza (Fernsehserie, Folge 8x20 Stadt ohne Waffen)
- 1968: Der Befehl (Counter Point)
- 1968: Four Rode Out
- 1968: Hawaii Fünf-Null (Fernsehserie, Folge Der gigantische Kokon)
- 1970: Ständig in Angst (Hauser’s Memory)
- 1970–1971: The Bold Ones: The Protectors (Fernsehserie, 7 Folgen)
- 1971: Columbo (Fernsehserie, Folge 1x05 Schritte aus dem Schatten)
- 1972: M*A*S*H (Fernsehserie, Folge 1x16 Nur Leben in die Bude)
- 1972: Die Höllenfahrt der Poseidon (The Poseidon Adventure)
- 1973: Barnaby Jones (Fernsehserie, 1 Folge)
- 1973–1974: Die Straßen von San Francisco (The Streets of San Francisco, Fernsehserie, 3 Folgen)
- 1974: Journey to the Outer Limits (Dokumentarfilm, Sprecher)
- 1974: Kojak – Einsatz in Manhattan (Kojak, Fernsehserie, Folge 2x15)
- 1974: Hawaii Fünf-Null (Fernsehserie, Folge Das Phantombild des Mörders)
- 1975: Kung Fu (Fernsehserie, 4 Folgen)
- 1975: Columbo (Fernsehserie, Folge 5x34)
- 1977: Panik in der Sierra Nova (Day of the Animals)
- 1977: Der Tiger aus Taipeh (The Amsterdam Kill)
- 1977: Kentucky Fried Movie (The Kentucky Fried Movie)
- 1979: Weißes Haus, Hintereingang (Backstairs at the White House, Fernsehserie)
- 1979: Stadt in Flammen (City on Fire)
- 1979: Der Vagabund – Die Abenteuer eines Schäferhundes (The Littlest Hobo, Fernsehserie, Folge 1x19)
- 1980: Die unglaubliche Reise in einem verrückten Flugzeug (Airplane!)
- 1980: Prom Night – Die Nacht des Schlächters (Prom Night)
- 1982: Creepshow
- 1982: Die nackte Pistole (Police Squad!) (Fernsehserie, 6 Folgen)
- 1983: Trottel im Weltall (The Creature Wasn’t Nice)
- 1985, 1986: Mord ist ihr Hobby (Murder, She Wrote, Fernsehserie, 2 Folgen, verschiedene Rollen)
- 1986: Soul Man
- 1987: Ein Engel auf Erden (Fernsehserie, Folge 3x23 Tod auf Bewährung)
- 1987: Nuts… Durchgedreht (Nuts)
- 1987: Hart, aber schmerzlich (Home Is Where the Hart Is)
- 1988–1989: Wer ist hier der Boss? (Fernsehserie, Folge 4x11 Den Fisch am Haken und Folge 4x21)
- 1988: Die nackte Kanone (Naked Gun)
- 1988: Scharfe Kurven (Dangerous Curves)
- 1990: Von allen Geistern besessen! (Repossessed)
- 1991: Die nackte Kanone 2½ (Naked Gun 2½ – The Smell of Fear)
- 1991: Mein Weihnachtswunsch (All I Want for Christmas)
- 1992: Golden Girls (Fernsehserie, Folgen 7x25 & 7x26 Die Nichte der Braut 1 & 2)
- 1993: Surf Ninjas
- 1994: Ein Mountie in Chicago (Fernsehserie, Folge Manhunt)
- 1994: Die römische Kanone (S.P.Q.R. 2000 e 1/2 anni fa)
- 1994: Die nackte Kanone 33⅓ (Naked Gun 33⅓ – The Final Insult)
- 1995: Dracula – Tot aber glücklich (Dracula – Dead and Loving It)
- 1995: Rent-a-Kid
- 1996: Agent 00 – Mit der Lizenz zum Totlachen (Spy Hard)
- 1997: Mr. Magoo
- 1998: Leslie Nielsen ist sehr verdächtig (Wrongfully Accused)
- 1998: Die verrückte Kanone (Family Plan)
- 1999: Pirates 4D
- 2000: Hallo, ich bin der Weihnachtsmann! (Santa Who?)
- 2000: 2002 – Durchgeknallt im All (2001: A Space Travesty)
- 2001: Camouflage
- 2001: Elche, Eis und Erbschaftsärger (Kevin of the North)
- 2003: Scary Movie 3
- 2006: Scary Movie 4
- 2006: Music Within
- 2008: Superhero Movie
- 2008: Schlappschuss 3: Die Junior Liga (Slap Shot 3: The Junior League)
- 2008: Big Fat Important Movie (An American Carol)
- 2009: Mega Monster Movie (Stan Helsing)
- 2009: Super Drama Movie (Spanish Movie)
- 2011: Stonerville

## Deutsche Synchronstimme
Nielsens deutsche Synchronstimme war seit Die nackte Kanone (1988) standardmäßig Horst Schön. In Superhero Movie (2008) wurde er von Klaus Sonnenschein synchronisiert.